# Chaqueta Norfolk

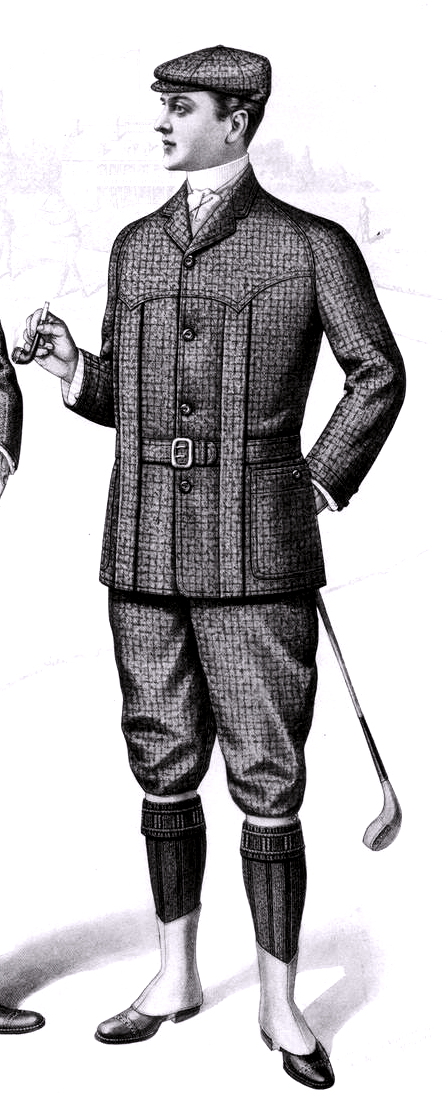
Traje para jugar al golf, compuesto por chaqueta de Norfolk y bombachos. Detalle de una ilustración de moda del Sartorial Arts Journal, Nueva York, 1901.

Una chaqueta Norfolk es una chaqueta suelta, con una hilera de botones, con pliegues en forma de caja en la parte delantera y en la espalda (que dan más libertad de movimiento) y con un cinturón o medio cinturón de la misma tela. El estilo fue muy popular para chaquetas y trajes de niños, para practicar deportes o ir de cacería y todavía se utiliza en algunos uniformes (principalmente militares y de policía). 
Originalmente fue diseñada como chaqueta de cacería porque su estilo evitaba que se sintiera ajustada cuando se elevaba el codo para tirar. Se supone que debe su nombre al duque de Norfolk o al condado de Norfolk, y se puso de moda en la década de 1860 en el círculo deportivo del príncipe de Gales, más tarde Eduardo VII del Reino Unido, cuya residencia estaba en Sandringham House en Norfolk.